# 比亞沃文卡區
比亞沃文卡區（波蘭語：Białołęka，波蘭語發音：[bʲawɔˈwɛŋka]）是波蘭首都華沙的一個行政區，位於華沙市轄區北部。比亞沃文卡區成立於2002年，人口約16萬人。
比亞沃文卡區相鄰以下行政區：
- 北：Jabłonna（英语：Jabłonna, Legionowo County）市鎮與Nieporęt（英语：Gmina Nieporęt）市鎮（萊吉奧諾沃縣）
- 南：塔爾古韋克區與北普拉加區
- 西：別拉內區與沃米安基（西華沙縣）
- 東：馬爾基（沃沃明縣）

## 外部連結
- Website of the Office of Białołęka District （页面存档备份，存于）